# Compás (náutica)

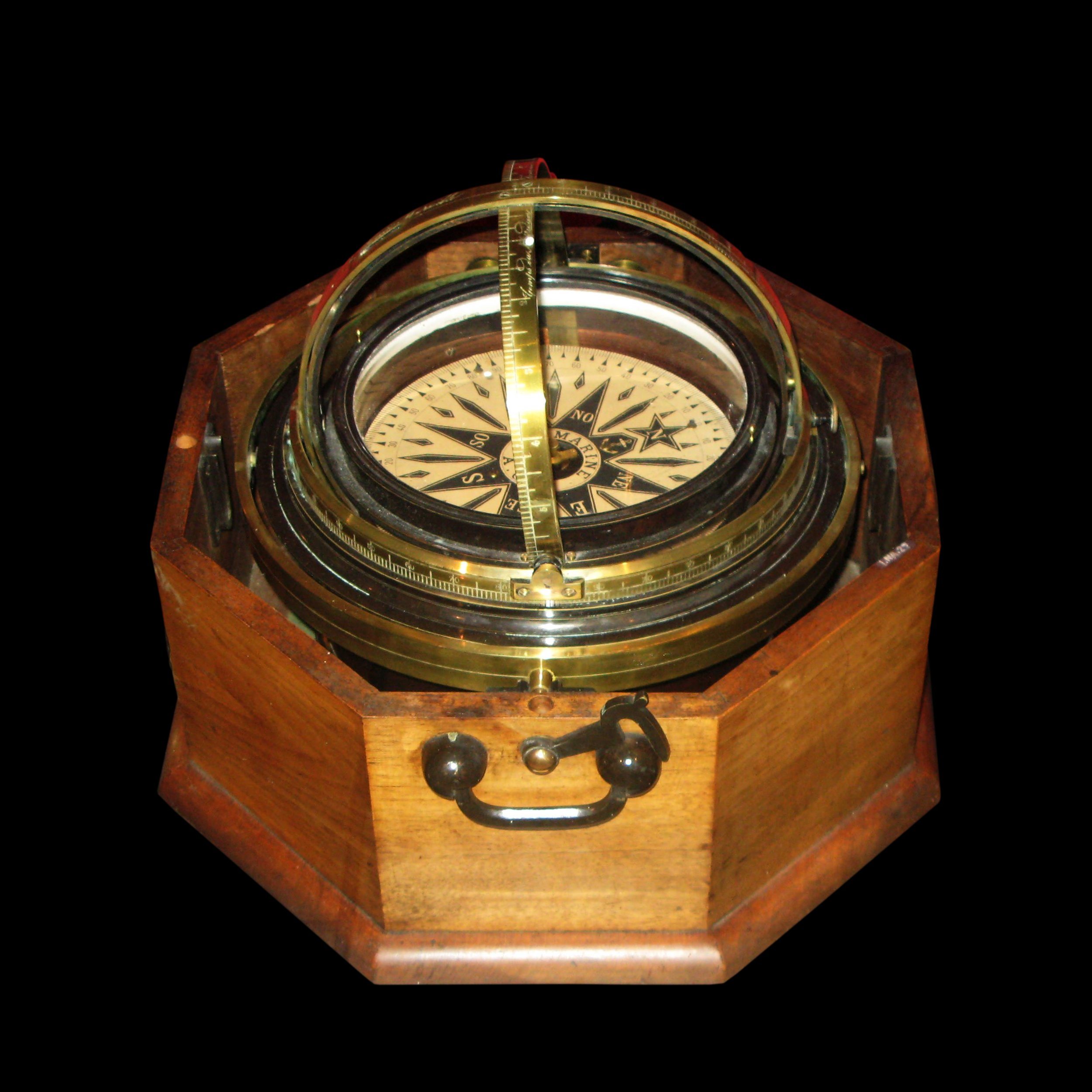
Compás náutico expuesto en el museo naval de Tolón, Occitania (Francia).

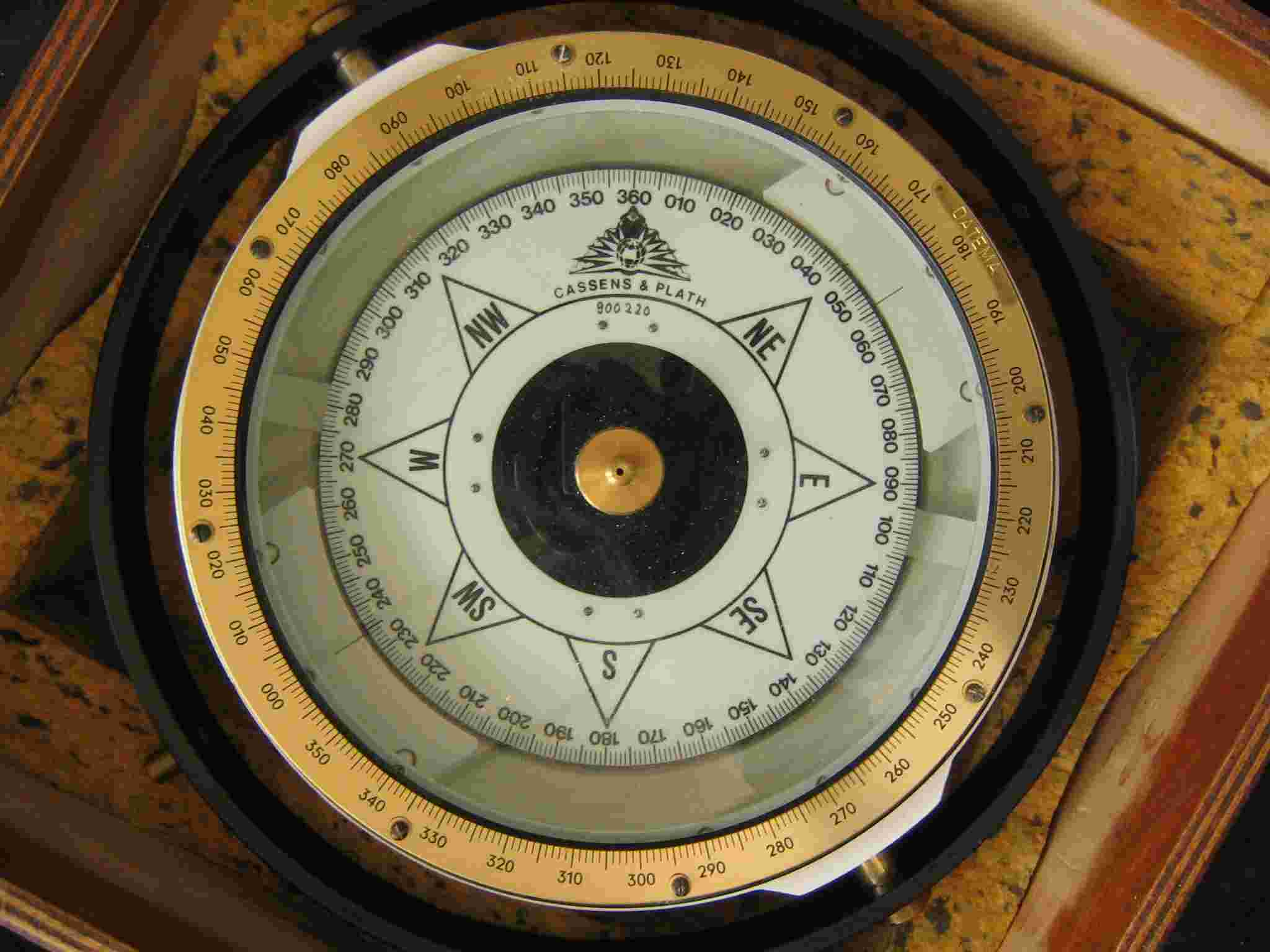
Detalle de la rosa de los vientos de un compás.

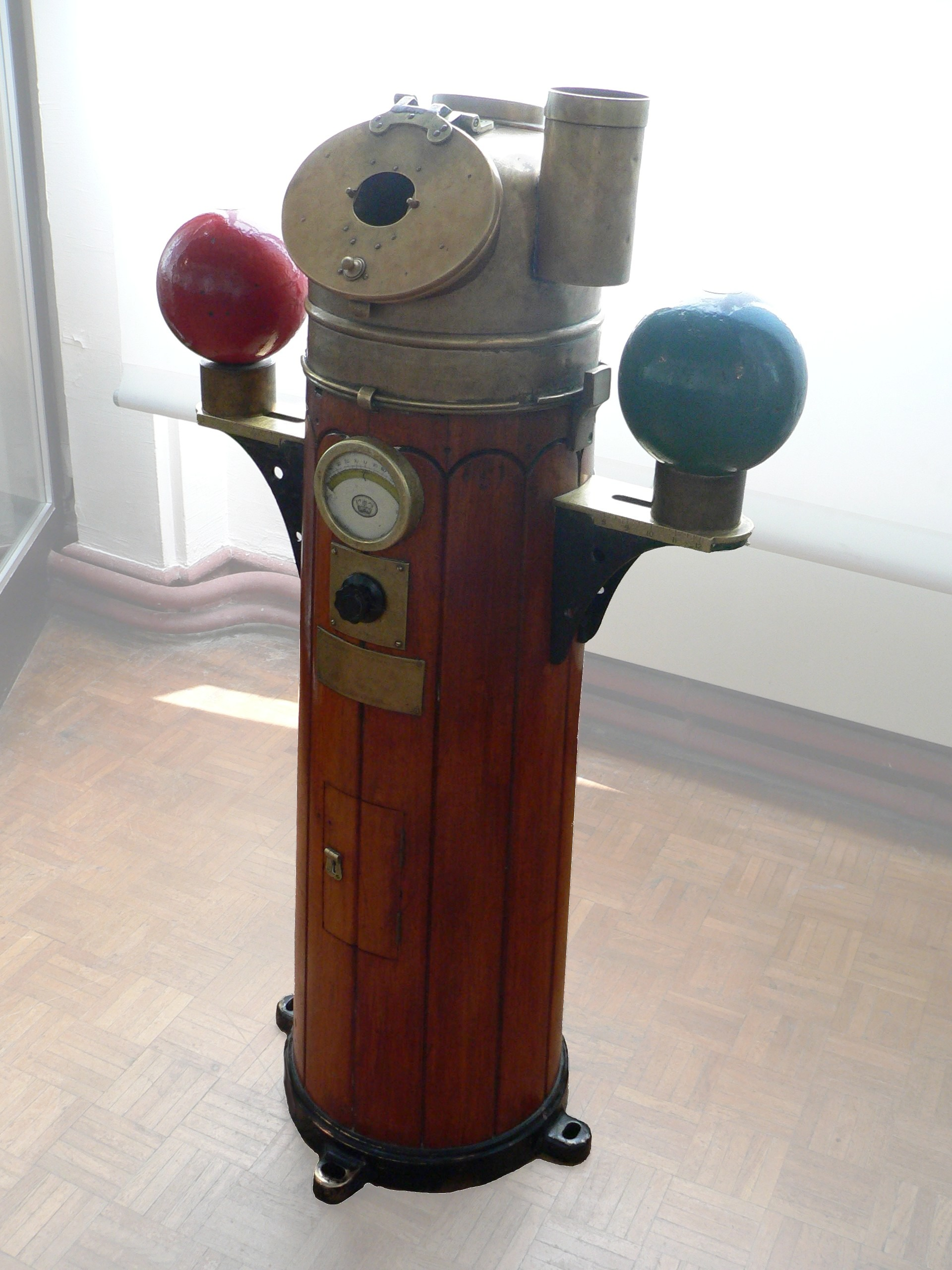
Bitácora para compás magnético.

En náutica, compás es el nombre genérico que recibe el instrumento utilizado para determinar direcciones y rumbo a bordo de un barco. Es un instrumento de navegación que proporciona una dirección de referencia (respecto al norte) en el plano horizontal y permite la medición de ángulos horizontales con respecto a esta dirección. Hoy en día los compases se gradúan de 0° (norte) a 359° en el sentido de las agujas del reloj.
Hay diferentes tecnologías de compases náuticos:
- El compás magnético, con un principio de funcionamiento que se basa en la alineación de la aguja magnética con el campo magnético terrestre.
- El compás giroscópico, que se basa en el principio del efecto giroscópico, la orientación del eje de rotación de un rotor (libre en los tres ejes) a la dirección de la Tierra.
- El compás electrónico, que se basa en las propiedades eléctricas de ciertos materiales sometidos a un campo magnético. Las cuatro principales tecnologías utilizadas en los compases electrónicos son: fluxgate, efecto Hall, magnetorresistividad y magnetoinducción.
- El compás de satélite, que aprovecha la diferencia en las señales recibidas por dos antenas para calcular la orientación del segmento que une las dos antenas dentro del sistema geodésico asociado al sistema de posicionamiento por satélite utilizado.

## Compás magnético
Es el equivalente náutico de la brújula.
Un compás es en esencia un imán con libertad de movimiento para rotar en un plano horizontal. Dada la acción del campo magnético terrestre, se orientará según el meridiano magnético del lugar, indicando la dirección del norte magnético. Este imán está sujeto en forma solidaria a una rosa de los vientos y todo el conjunto está alojado en un mortero relleno de alcohol.
Es un aparato de medida y de navegación que sirve para determinar la dirección sobre la superficie terrestre por medio de una aguja imán libre que siempre se alinea con el campo magnético terrestre. En la brújula están marcados los puntos cardinales: Norte, Sur, Este y Oeste. La brújula puede ser utilizada en combinación con un cronómetro para calcular la longitud geográfica, y con un sextante para el cálculo de la latitud. Este dispositivo mejoró mucho la seguridad y la eficiencia de la navegación marítima. La primera forma de compás magnético fue inventada en la China en siglo II, y se empezó a usar para la orientación en tierra en el año 1044.
El compás de navegar fue inventado en Europa alrededor del año 1300, y de él derivarían el compás con aguja pivotante, inventado por Ibn al-Shati el 1350, y el compás relleno de líquido.
De manera más técnica, el compás de navegar es un dispositivo magnético que utiliza una aguja que indica la dirección del Polo Norte magnético de la magnetosfera del planeta. Cualquier aparato de medición con una barra o aguja magnetizada capaz de girar libremente sobre un pivote para apuntar en la dirección del Norte o del Sur puede ser considerado una brújula.
El compás de navegar es un instrumento de orientación basado en las propiedades de los imanes, empleado en los barcos para determinar la dirección del meridiano magnético y tener una línea de referencia que permite determinar el rumbo del barco.
El instrumento consiste en varios imanes, llamados imanes directores, situados paralelamente, e instalados de manera que puedan girar libremente en el plano horizontal, orientándose en el sentido del meridiano magnético, es decir, en la dirección NS magnética, debido a la acción del campo magnético terrestre. Todos estos imanes directores son unidos a una rosa de los vientos que gira conjuntamente con ellos.
El norte que indica el compás de navegar es el norte magnético. Para obtener la dirección del norte geográfico hay que añadir el valor de la declinación magnética del lugar donde se encuentra. Además, hay que corregir la desviación producida por el magnetismo inducido y por el magnetismo permanente del buque.

Corte trasversal de un compás.
Referencias:
Pivot: pivote.
Flotteur: flotador
Liquide: líquido
Index: índice
Équipage magnétique: equipo magnético
Rose: rosa de los vientos.

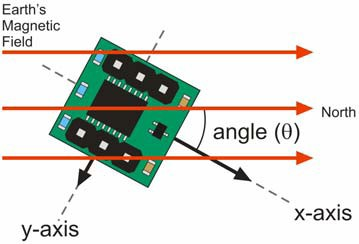
Compás electrónico por efecto Hall HM55B.
Referencias:
Earth’s Magnetic Field: campo magnético de la Tierra.
North: norte
angle (θ): ángulo (θ)
y-axis: eje y
x-axis: eje x.